# Хронологија здравства и медицине
Хронолошки преглед важнијих догађаја везаних за здравство и медицину у свету.

## Дефиниције

### Медицина
Медицина (лат. ars medicina — „уметност лечења“) бави се дијагностиком, превентивом и терапијом физичке и психичке болести човека. Медицина означава и науку болести и практичну примену. Реч медицина је изведена из латинске речи ars medicina, са значењем уметност лечења. Медицина обухвата разноврсне активности здравствене заштите којима се одржава и обнавља здравље путем превенције и третмана болести.

### Здравство
Здравство представља систем јавних делатности у које се убрајају четири главне улоге: заштита, превенција, обезбеђење и лечење.

## Приступ по веку
- 21. век
- 20. век